# Bobby Lalonde
Pour les articles homonymes, voir Lalonde.
Robert Patrick Lalonde (né le 27 mars 1951 à Montréal, dans la province de Québec, au Canada) est un joueur professionnel de hockey sur glace. Il a été repêché à la 17e position lors du deuxième tour du repêchage amateur de la LNH 1971. Il a joué 641 parties dans la Ligue nationale de hockey entre 1971 et 1982. Durant sa carrière il a accumulé 124 buts et 210 passes pour un total de 334 points. Il joua pour les Canucks de Vancouver, les Flames d’Atlanta, les Bruins de Boston et pour un court essai avec les Flames de Calgary, jusqu’à sa retraite conséquence d’une blessure récurrente à un genou
Il réside maintenant dans les environs de Toronto, avec sa femme Carolyn. Il a deux garçons, Brent, son aîné, qui naquit durant son séjour avec les Canucks et son cadet, Court, qui naquit durant son séjour avec les Flames d’Atlanta.

## Carrière de joueur
La carrière amateur de Lalonde débute dans l’Association de hockey de l'Ontario avec les Canadien junior de Montréal pour qui il s’aligne de 1968 à 1971 récoltant 255 points en combinant buts et assistances. Les Canadiens junior gagnent la Coupe Mémorial à deux reprises durant la présence de Lalonde dans l’équipe soit en 1969 et, à nouveau, l’année suivante.
Lalonde devient un professionnel en 1971 en joignant la Ligue nationale de hockey par les Canucks de Vancouver au repêchage d’entrée de 1971 en devenant leur deuxième choix. 
Il produit un but et 5 passes en 27 parties avec les Canucks avant d’être renvoyé à leur club-école affilié de la Ligue américaine de hockey, les Americans de Rochester pour le restant de la saison. Lalonde patine avec les Americains pour 42 parties produisant 25 points en buts et en assistances. La saison suivante, Lalonde s’aligne avec les Canucks où il demeurera avec eux jusqu’à la saison 1976-1977. Il demeure la moitié de la saison 1973-1974 hors de la glace en raison d'une blessure à une hanche. 
Durant les saisons 1975-1976 et 1976-1977, Lalonde s’aligne brièvement avec les Oilers de Tulsa de la Ligue centrale de hockey. Au total, Lalonde produit 189 points en combinant buts et assistances en 353 parties avec les Canucks.
En octobre 1977, Lalonde, qui est agent libre, est choisi par les Flames d’Atlanta. Lalonde demeure avec Atlanta jusqu’à la saison 1979-1980 marquant 38 buts et 56 passes en 154 parties. 
Lalonde est échangé aux Bruins de Boston en échange de considérations futures en octobre 1979. Il se trouve à jouer sous les ordres de Fred Creighton qui était son entraîneur avec Atlanta. Il demeure la majeure partie des saisons 1979-1980 et 1980-1981 avec Boston produisant 14 buts et 37 passes en 133 parties. 
En octobre 1981, les Bruins achètent la dernière année restante du contrat de Lalonde et lui permet de devenir agent libre. Lalonde retourne à la Ligue nationale avec un contrat des ligues mineures avec les Flames de Calgary. Il joue 19 parties avec les Stars d’Oklahoma City et une partie avec les Flames. Par la suite, il se déplace vers les ligues européennes évoluant durant 15 parties avec le HC Davos de la Ligue nationale A de Suisse avant de se retirer du hockey professionnel en 1982.

## Statistiques en carrière
| Saison     | Équipe                      | Ligue       |     | Saison régulière | Saison régulière | Saison régulière | Saison régulière | Saison régulière |    | Séries éliminatoires | Séries éliminatoires | Séries éliminatoires | Séries éliminatoires | Séries éliminatoires |
| Saison     | Équipe                      | Ligue       | PJ  | B                | A                | Pts              | Pun              | PJ               | B  | A                    | Pts                  | Pun                  |                      |                      |
| 1968-1969  | Canadien junior de Montréal | AHO         | 54  | 17               | 27               | 44               | 18               | 13               | 0  | 5                    | 5                    | 0                    |                      |                      |
| 196        | Canadien junior de Montréal | C. Memorial | -   | -                | -                | -                | -                | 8                | 4  | 4                    | 8                    | 17                   |                      |                      |
| 1969-1970  | Canadien junior de Montréal | AHO         | 54  | 42               | 42               | 84               | 73               | 16               | 6  | 10                   | 16                   | 17                   |                      |                      |
| 1970       | Canadien junior de Montréal | C. Memorial | -   | -                | -                | -                | -                | 12               | 6  | 19                   | 25                   | 19                   |                      |                      |
| 1970-1971  | Canadien junior de Montréal | AHO         | 61  | 59               | 68               | 127              | 71               | 11               | 8  | 13                   | 21                   | 35                   |                      |                      |
| 1971-1972  | Americans de Rochester      | LAH         | 42  | 14               | 11               | 25               | 19               | -                | -  | -                    | -                    | -                    |                      |                      |
| 1971-1972  | Canucks de Vancouver        | LNH         | 27  | 1                | 5                | 6                | 2                | -                | -  | -                    | -                    | -                    |                      |                      |
| 1972-1973  | Canucks de Vancouver        | LNH         | 77  | 20               | 27               | 47               | 32               | -                | -  | -                    | -                    | -                    |                      |                      |
| 1973-1974  | Canucks de Vancouver        | LNH         | 36  | 3                | 4                | 7                | 18               | -                | -  | -                    | -                    | -                    |                      |                      |
| 1974-1975  | Canucks de Vancouver        | LNH         | 74  | 17               | 30               | 47               | 48               | 5                | 0  | 0                    | 0                    | 0                    |                      |                      |
| 1975-1976  | Canucks de Vancouver        | LNH         | 71  | 14               | 36               | 50               | 46               | 1                | 0  | 0                    | 0                    | 2                    |                      |                      |
| 1975-1976  | Oilers de Tulsa             | LCH         | 4   | 3                | 2                | 5                | 2                | -                | -  | -                    | -                    | -                    |                      |                      |
| 1976-1977  | Canucks de Vancouver        | LNH         | 68  | 17               | 15               | 32               | 39               | -                | -  | -                    | -                    | -                    |                      |                      |
| 1976-1977  | Oilers de Tulsa             | LCH         | 7   | 2                | 2                | 4                | 0                | -                | -  | -                    | -                    | -                    |                      |                      |
| 1977-1978  | Flames d'Atlanta            | LNH         | 73  | 14               | 23               | 37               | 28               | 1                | 1  | 0                    | 1                    | 0                    |                      |                      |
| 1978-1979  | Flames d'Atlanta            | LNH         | 78  | 24               | 32               | 56               | 24               | 2                | 1  | 0                    | 1                    | 0                    |                      |                      |
| 1979-1980  | Flames d'Atlanta            | LNH         | 3   | 0                | 1                | 1                | 2                | -                | -  | -                    | -                    | -                    |                      |                      |
| 1979-1980  | Bruins de Boston            | LNH         | 71  | 10               | 25               | 35               | 28               | 4                | 0  | 1                    | 1                    | 2                    |                      |                      |
| 1980-1981  | Bruins de Boston            | LNH         | 62  | 4                | 12               | 16               | 31               | 3                | 2  | 1                    | 3                    | 2                    |                      |                      |
| 1981-1982  | Flames de Calgary           | LNH         | 1   | 0                | 0                | 0                | 0                | -                | -  | -                    | -                    | -                    |                      |                      |
| 1981-1982  | Stars d'Oklahoma City Stars | LCH         | 19  | 6                | 11               | 17               | 36               | -                | -  | -                    | -                    | -                    |                      |                      |
| 1981-1982  | HC Davos                    | LNA         | 15  | 8                | 21               | 29               | -                | 12               | 13 | 13                   | 26                   | -                    |                      |                      |
| Totaux LNH | Totaux LNH                  | Totaux LNH  | 641 | 124              | 210              | 334              | 298              | 16               | 4  | 2                    | 6                    | 6                    |                      |                      |

## Palmarès
Ligue canadienne de hockey
- Champion de la Coupe Memorial avec le Canadien junior de Montréal en 1969 et en 1970.